# КрАЗ-6446
КрАЗ-6446 (англ. KrAZ-6446) — сідловий тягач підвищеної прохідності з колісною формулою 6x6 представлений в 1994 році є продовженням сімейства 6322. Призначений для перевезення різних вантажів у зчепі з напівпричепом та експлуатації по дорогах всіх категорій і бездоріжжю.

## Історія
У вересні 2007 року тягач КрАЗ-6446 брав участь у стратегічних командно-штабних навчаннях збройних сил України з оперативного забезпечення і логістики «Артерія-2007», за результатами навчань міністр оборони України А. С. Гриценко повідомив, що автотехніка КрАЗ зарекомендувала себе позитивно і в майбутньому буде закуплена для збройних сил України.
До початку 2008 року тягачі КрАЗ-6446 входили в перелік основних видів продукції ХК «АвтоКрАЗ» (за обсягами виробництва, вони займали третє місце і поступалися лише бортовим вантажівкам КрАЗ-6322 і КрАЗ-5133ВЕ).
Тягачі КрАЗ-6446 використовуються для транспортування важких вантажів, великогабаритної техніки, а також у складі комплексів (у тому числі, зенітного ракетного комплексу середньої дальності С-300 і трьохкоординатної радіолокаційної станції кругового огляду 80К6).
Надалі, в кінці 2008 року було прийнято рішення зробити КрАЗ основним типом вантажівки в українській армії.
Деяка кількість КрАЗ-6446 було поставлено на експорт.
- так, в грудні 2012 року 12 тягачів було закуплено компанією «Буренерго» (м. Новий Уренгой).
- 10 грудня 2013 року ще один тягач КрАЗ Т17.1ЕХ «Бурлак» був куплений російською компанією «КрАЗ-Челябінськ».

## Будова автомобіля
- Двигун — ЯМЗ-238ДЕ2 потужністю 330 к.с. або Deutz BF6M 1015C, або Ford-Ecotorq.
- Коробка передач — 8-ст. МКПП ЯМЗ-2381, 9JS200TA або 9JS150TA-B
- Зчеплення — ЯМЗ-183 або MFZ-430.
- Передня і задня підвіски — залежні, на двох поздовжніх напівеліптичних ресорах, передня з двома гідравлічними амортизаторами, задня — балансирного типу.
- Рульовий механізм — механічний, з гідравлічним підсилювачем.
- Гальмівна система — пневматичного типу.
- Робочі гальма — гальмівні механізми барабанного типу, з внутрішніми колодками.
- Стоянкові гальма — трансмісійний гальмо барабанного типу на вихідному валу роздавальної коробки; привід механічний.
- Допоміжні гальма — дросельного типу, привід пневматичний, встановлений в системі випуску газів.
- Шини — 16.00R20 або 445/65R22,5.

## Модифікації
- КрАЗ-6446 тип 1 — КрАЗ-6446 — цивільний варіант, призначена для буксирування напівпричепів повною масою до 34 т;
- КрАЗ-6446 тип 2 — КрАЗ-6446 — цивільний варіант, призначена для буксирування напівпричепів повною масою до 40 т, поставляється з низьким тиском шин;
- КрАЗ-6446 «Титан-01» — військова модифікація КрАЗ-6446, призначена для буксирування транспортних і спеціальних напівпричепів.

Подальшим розвитком моделі є тягач КрАЗ-6446 тип 3 (з новим двигуном ЯМЗ-6581.10-06 потужністю 400 к.с.), після завершення робіт отримав найменування КрАЗ Т17.0ЕХ «Бурлак».

## Країни-експлуатанти
- Азербайджан — 10 листопада 2005 міністерство оборони Азербайджану закупило 8 тягачів КрАЗ-6446.
- Казахстан — в липні 2012 року ДК «Укроборонсервіс» уклала контракт з міністерством оборони Республіки Казахстан про виконання капітального ремонту одного дивізіону зенітно-ракетних комплексів С-300ПС. В ході ремонту ЗРК були встановлені на платформи вантажівок КрАЗ-6446. Після завершення робіт дивізіон був повернений в Казахстан в липні 2013 року.
- Україна — в 2008 році тягач КрАЗ-6446 та напівпричіп для нього пройшли сертифікацію і були дозволені до використання в збройних силах України[1]
- КНР — КрАЗ-6446 у складі ЗРК С-300ПМУ[2]

## Цікаві факти
Саме випущений 27 січня 2006 року КрАЗ-6446 став 800 тисячним автомобілем виробництва Кременчуцького автозаводу.[джерело?]

## Галерея

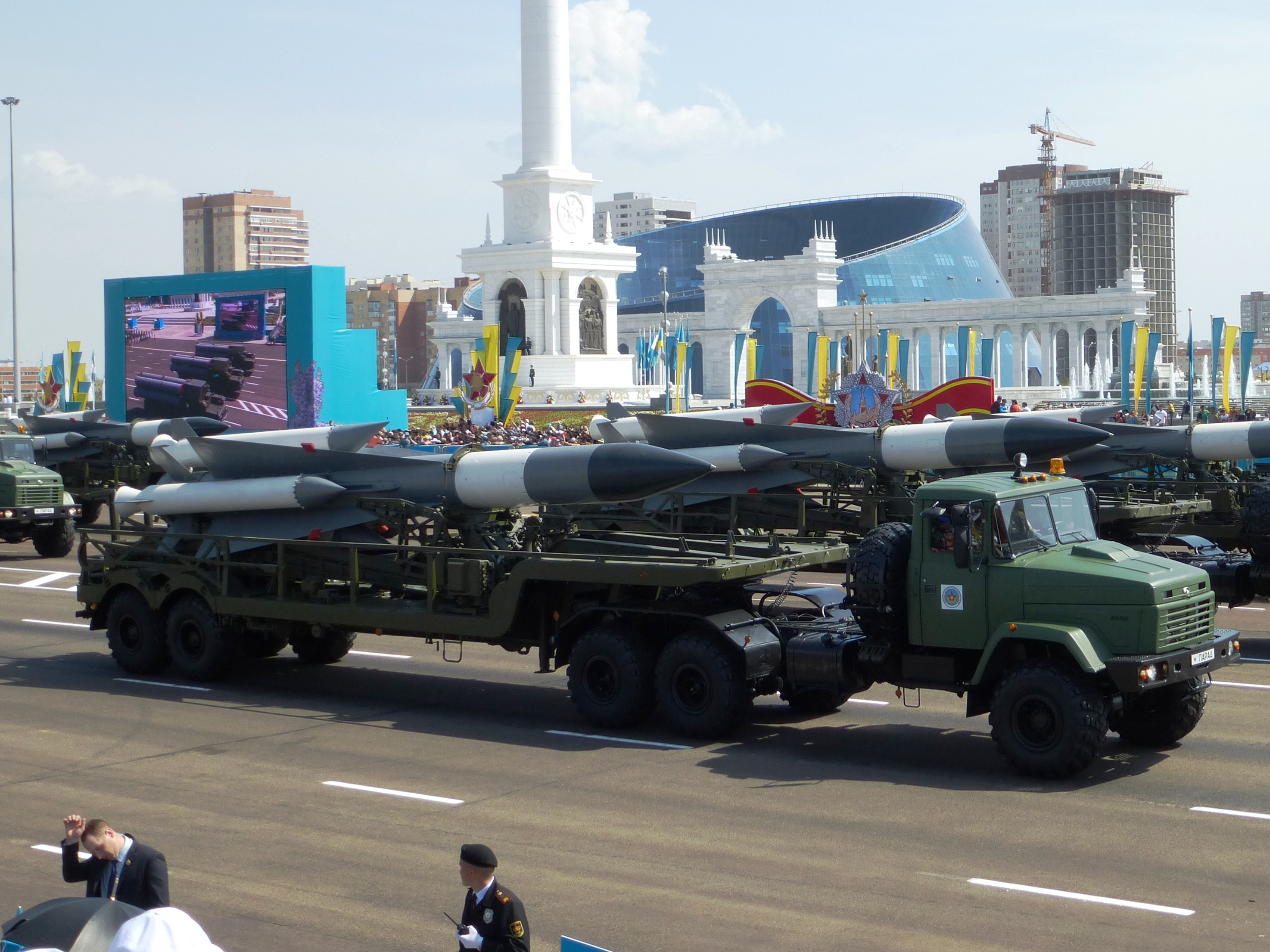
КрАЗ-6446 з комплексом С-200 в Астані (Казахстан)
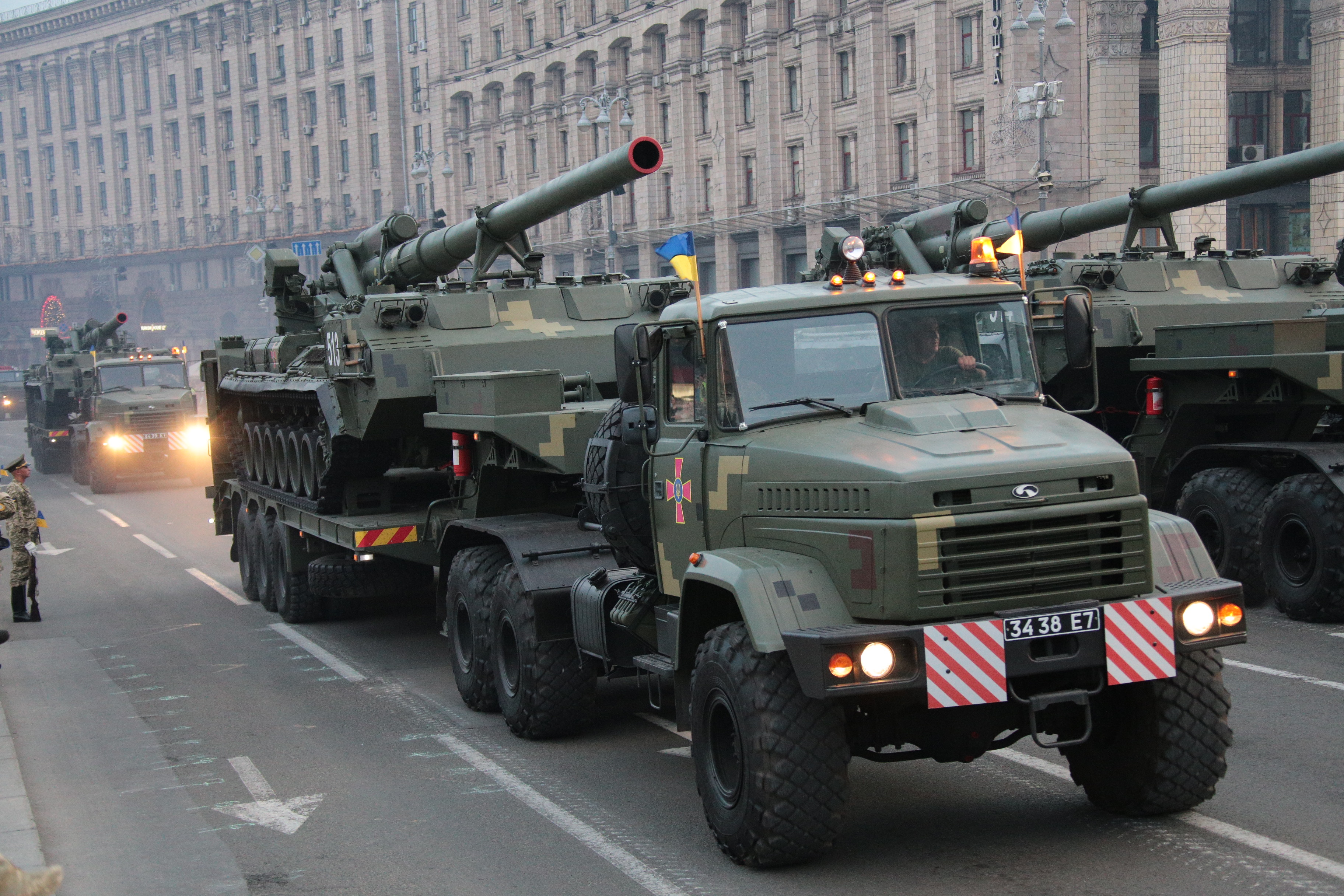
КрАЗ-6446 в ЗСУ

### Відео
- Испытатели: КрАЗ-6446 [Архівовано 28 листопада 2019 у Wayback Machine.] youtube